# Виконт Берти из Тейма

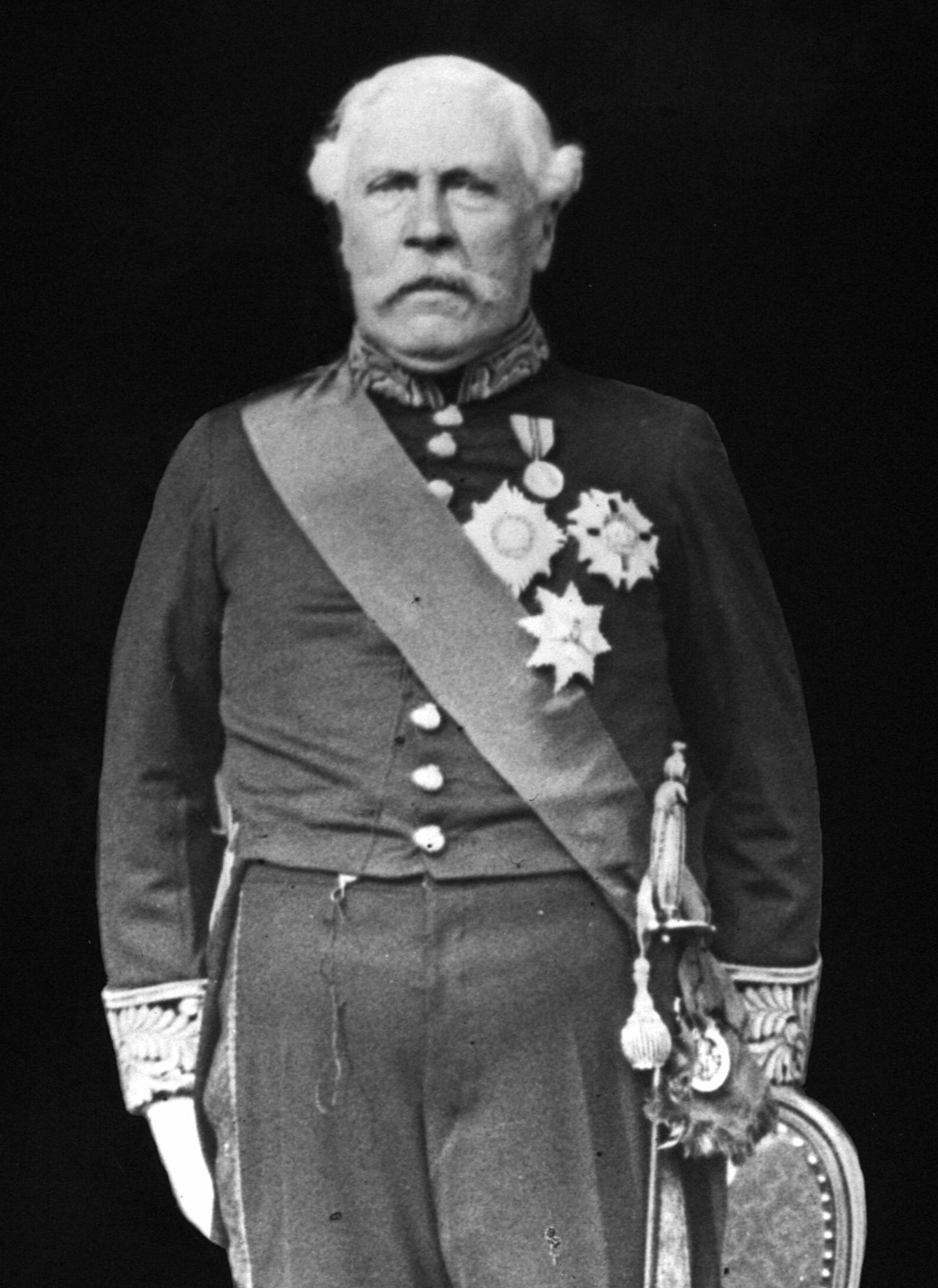
Фрэнсис Берти, 1-й виконт Берти из Тейма

Виконт Берти из Тейма (графство Оксфордшир) — угасший титул пэра Соединённого Королевства. Он был создан в 1918 году для видного британского дипломата Фрэнсиса Берти, 1-го барона Берти из Тейма (1844—1919), за его заслуги во время службы послом во Франции. В 1915 году Фрэнсис Берти получил титул барона Берти из Тейма в графстве Оксфордшир (пэрство Соединённого королевства). Фрэнсис Берти был вторым сыном Монтегю Берти, 6-го графа Абингдона. Титул угас в 1954 году со смертью его сына Вера Фредерика Берти, 2-го графа Берти из Тейма (1878—1954).

## Виконты Берти из Тейма (1918—1954)
- Фрэнсис Левесон Берти, 1-й виконт Берти из Тейма (17 августа 1844 — 26 сентября 1919), второй сын Монтегю Берти, 6-й граф Абингдона (1808—1884), и Элизабет Лавинии Харкорт (1816—1858), дочери депутата Джорджа Харкорта (1785—1861). В 1874 году женился на леди Сесилии Уэлсли (1838—1920), дочери Генри Уэлсли, 1-го графа Каули (1804—1884), племяннице Артура Уэлсли, 1-го герцога Веллингтона. У супругов был единственный сын.
- Вер Фредерик Берти, 2-й виконт Берти из Тейма (20 октября 1878 — 29 августа 1954), сын Фрэнсиса Берти, 1-го виконта Берти из Тейма, и Сесилии Уэлсли. В 1901 году женился на Норе Вебб, дочери Фредерика Вебба и Элизабет Веллс. Брак был бездетным.